# 해구 외부 융기대

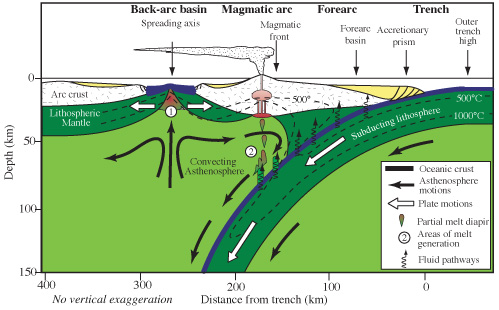
섭입대 지역의 모식도. 제일 오른쪽 끝의 해양판이 침강하기 전에 융기되어 있는 부분이 '해구 외부 융기대'이다.

해구 외부 융기대(Outer trench swell) 혹은 간단하게 별칭으로 아웃터라이즈(outer rise), 아우터라이즈는 해구 부근에서 융기한 낮은 높이의 해저 능선으로, 침강하는 해양판이 섭입대에서 맨틀 방향으로 침강하기 위해 습곡과 단층을 형성하기 시작하는 영역이다. 해구 외부 융기대의 암석권은 판의 응력으로 위쪽으로 휘어지기 때문에 지각 평형 상태에 있지 않다.

## 아웃터라이즈 지진
해구 외부 융기대에서는 종종 정단층형 지진이 발생한다. 판의 경계, 여기서는 해구에서 역단층의 거대한 규모의 지진이 발생하면 이후 정단층형의 아웃터라이즈 지진이 종종 발생한다. 판 경계에서 역단층형 지진이 발생해 해양판이 가라앉히게 만들던 대륙판이 누르는 압력이 갑자기 풀려 판이 구부러지는 부분인 아웃터라이즈의 얕은 지역에 당기는 힘이 발생해 정단층형 지진이 발생하는 것으로 추정된다. 아웃터라이즈 지진은 육지에서 멀리 떨어진 해구 너머 심해에서 일어나므로 지진 자체의 흔들림은 그다지 크지 않지만, 거대한 쓰나미를 일으킬 수 있다.
대표적인 아웃터라이즈 지진으로는 1933년 쇼와 산리쿠 해역 지진이 아웃터라이즈 지진인 것으로 추정되며 2006년 일어난 규모 M8.3의 쿠릴 열도 해역 지진이 일어난 지 2개월 후 일어난 2007년 규모 M8.1의 쿠릴 열도 해역 지진이 아웃터라이즈 지진인 것으로 추정된다.

## 같이 보기
- 슬래브 (지질학) - 해구에서 섭입한 이후의 해양판을 가리키는 말

## 참고 문헌
- Hirano, N., Takahashi, E., Yamamoto, J., Abe, N., Ingle, S.P., Kaneoka, I., Hirata, T., Kimura, J.-I., Ishii, T., Ogawa, Y., Machida, S., and Suyehiro, K., 2006. "Volcanism in Response to Plate Flexure: Science 313, 1426, doi:10.1126/science.1128235
- Ranero, C., Morgan, J. P., McIntosh, K., and Reichert, C., 2003. "Bending-related faulting and mantle serpentinization at the Middle America trench".  Nature 425, 367–373
- Stern, R.J., 2002. "Subduction Zones"  Reviews of Geophysics, 40, doi:10.1029/2001RG000108